# Sonnensucher
Sonnensucher ist ein 1958 fertiggestellter DEFA-Film von Konrad Wolf, der allerdings aufgrund seiner kritischen Darstellung des Uranbergbaus der SDAG Wismut erst 1972 in die Kinos der DDR kam. Damit zählt er zu den Verbotsfilmen der DEFA. In dem Film geht es um die Konflikte zwischen der sowjetischen Betriebsleitung und den deutschen Arbeitern und Kommunisten, die teilweise unfreiwillig zum Arbeitsdienst einberufen worden sind.

## Handlung
1950: Der unter dem Tarnnamen „Wismutbergbau“ betriebene Uranbergbau der SDAG Wismut führt in Felsach im Erzgebirge zahlreiche Menschen mit unterschiedlichstem Charakter auf engem Raum zusammen. Dazu zählen auch die beiden Frauen Lotte und Emmi aus Berlin, die bei einer dortigen Razzia aufgegriffen wurden und sich nun im Bergbau bewähren sollen.
Die 18-jährige Lotte ist eine Waise, die sich wie Emmi mit Prostitution ihr Geld verdiente. Lotte verliebt sich in den Bergmann Günter, mit dem sie zusammenzieht. Er erweist sich als wenig sensibel und so verlässt sie ihn. Zwei andere Männer werben um sie: Der sowjetische Ingenieur Sergej liebt sie; seine Ehefrau wurde im Zweiten Weltkrieg von den Deutschen ermordet. Auch Obersteiger Franz Beier wirbt um sie, der zwar seiner faschistischen Vergangenheit abgeschworen hat, sich jedoch vor Sergej nicht zu seiner Vergangenheit bekennen will.
Lotte heiratet Franz, da er der erste Mann ist, der sie wirklich achtet, erkennt jedoch am Schluss, dass sie eigentlich Sergej liebt.

## Hintergrund
Nach dem Ende des Zweiten Weltkrieges fand das atomare Wettrüsten statt, da die Sowjetunion den atomaren Vorsprung der Vereinigten Staaten und die damit verbundene militärische Welt-Vormachtstellung aufholen wollte. Als größtes Hindernis erwies sich aber die Tatsache, dass man nicht über genügend brauchbares Uranerz verfügte, es aber in Böhmen und dem angrenzenden Sachsen größere Vorkommen gab. Diese Lagerstätten waren aber von den US-Amerikanern erobert worden, die sich im Juni 1945 wieder aus den besetzten thüringischen und sächsischen Gebieten zurückzogen – nicht ahnend, dass sie damit waffenfähiges Uran an den Klassenfeind übergaben. Die Sowjetunion sicherte sich kurze Zeit später die Uranproduktion in Böhmen und begann ab 1946 auch mit dem Abbau von Uranerz im sächsischen Erzgebirge. Die Arbeitsbedingungen waren anfangs katastrophal und erinnerten oftmals an ein Arbeitslager mit Zwangsverpflichteten.
Am 10. Mai 1947 kam es zur Bildung der Aktiengesellschaft Wismut, die alle Uranbergwerke der sowjetischen Besatzungszone beinhaltete und unter sowjetischer Führung stand. Die spätere DDR gehörte damals nach den Vereinigten Staaten und Kanada zu den bedeutendsten Uranproduzenten der Welt.

## Produktionsnotizen
Der Film wurde unter dem Arbeitstitel Das große Abenteuer im DEFA-Studio für Spielfilme, Potsdam-Babelsberg produziert. Die Außenaufnahmen wurden hauptsächlich in Johanngeorgenstadt gedreht, wo der Uranbergbau 1956 eingestellt und ein Großteil der historischen Altstadt abgerissen wurde. Für die Aufnahmen wurden einige der Tagesanlagen, insbesondere rund um den Bahnhof, als Kulissen wieder hergerichtet. Die Aufnahmeleitung lag in den Händen von Hans-Joachim Funk, Karl Schneider entwarf die Filmbauten und Elli-Charlotte Löffler die Kostüme. Hans-Dieter Hosalla komponierte das Lied vom starken Mann, die Sängerin war Lissy Tempelhof.

## Verbot des Filmes
Die Aufführung des Filmes wurde 1958 durch die SED verboten. Der Film wurde erstmals am 27. März 1972 im Fernsehen der DDR ausgestrahlt. Die Kino-Erstaufführung fand am 1. September 1972 in Ronneburg zum 25. Jahrestag der SDAG Wismut statt.

## Auszeichnungen
Konrad Wolf erhielt 1975 den Kunstpreis der Gesellschaft für Deutsch-Sowjetische Freundschaft.

## Kritiken
„Ein interessantes Zeitdokument mit dichter Atmosphäre in der Beschreibung des Bergbau-Milieus.“